# Wankratzbach
Der Wankratzbach, im Oberlauf Weitenbach, ist ein 1 km langer Wildbach in Tirol.
Er entsteht als Weitenbach in einem Graben bei der Durra-Alm, fließt durch den Stadtteil Rofangarten von Maurach am Achensee,
macht dort einen Knick nach Westen, bevor er nach kurzem Lauf in den Achensee mündet.
Kurz vor 1141 wurde der Wankratzbach als Wanchradio erstmals urkundlich erwähnt. Der Name leitet sich vom mittelhochdeutschen rat „schnell“ und wanc „Wendung“ oder wang
„Feld, Wiese, Hang“ ab.